# Gidamis Shahanga
Gidamis Shahanga (* 4. September 1957 in Katesh, Manyara) ist ein ehemaliger tansanischer Leichtathlet, der sowohl im 10.000-Meter-Lauf als auch im Marathonlauf bei den Commonwealth Games gewann. 

## Karriere
Bei den Commonwealth Games 1978 in Edmonton gewann Shahanga den Marathonlauf in 2:15:40 h. Im Jahr darauf wurde er in Dakar bei den Leichtathletik-Afrikameisterschaften in Dakar in 2:36:46 h Zweiter mit fast sieben Minuten Rückstand auf Kebede Balcha. Bei den Olympischen Spielen 1980 belegte Shahanga in 2:16:47 h den 15. Platz. 1982 reichten ihm bei den Commonwealth Games in Brisbane 28:10,15 min, um Gold vor seinem Landsmann Zacharia Barie zu gewinnen. Fünf Tage später belegte er im Marathonlauf den sechsten Platz.
Als Student der University of Texas at El Paso siegte Shahanga 1983 bei den Meisterschaften der NCAA sowohl über 5000 Meter als auch über 10.000 Meter und gewann den Grand Prix von Bern. In der Spurtentscheidung über 10.000 Meter bei den Weltmeisterschaften 1983 in Helsinki kam Shahanga als Fünfter in 28:01,93 min ins Ziel, mit weniger als einer Sekunde Rückstand auf den Sieger Alberto Cova. 1984 gewann Shahanga den vorolympischen Marathon von Los Angeles und den Rotterdam-Marathon. Bei den Olympischen Spielen 1984 schied Shahanga über 10.000 m im Vorlauf aus. Der Marathonlauf dieser Spiele wurde bis zur Hälfte stark von Gidamis Shahanga und seinem Landsmann Juma Ikangaa geprägt. Shahanga fiel allerdings in der zweiten Hälfte weit zurück und beendete das Rennen auf Rang 22 mit sieben Minuten Rückstand auf den Sieger Carlos Lopes.
1986 wurde er Zweiter beim Los-Angeles- und beim Hamburg-Marathon sowie Vierter beim Peking-Marathon. 1988 gewann er den 10.000-Meter-Lauf bei den Ost- und Zentralafrikanischen Meisterschaften und wurde Vierter beim New-York-Marathon. Ein Jahr darauf wurde er Vierter beim Honolulu-Marathon. 1990 siegte Shahanga beim Wiener Frühlingsmarathon sowie beim Greifenseelauf und wurde beim Berlin-Marathon Zweiter. 1993 und 1994 siegte Shahanga beim München-Marathon.
Bei einer Körpergröße von 1,80 m betrug Shahangas Wettkampfgewicht 57 kg. Sein Bruder Alfredo Shahanga war ebenfalls als Marathonläufer erfolgreich.

## Persönliche Bestzeiten
- 10.000 m: 27:38,1 min, 24. April 1982, Walnut
- Marathon: 2:08:32 h, 30. September 1990, Berlin[4]